# Семаго, Владимир Владимирович
Влади́мир Влади́мирович Сема́го (род. 27 апреля 1947, Харбин, Китай) — российский политический деятель и бизнесмен. Депутат Государственной думы первого (1993—1995), второго (1995—1999) и четвёртого созывов (2003—2007, был депутатом с 2006 года). В Госдуме первого и второго созывов входил во фракцию КПРФ (во втором составе Госдумы — до сентября 1998 года), в Госдуме четвёртого созыва — во фракцию «Единой России». В 2016 году — кандидат в депутаты Государственной Думы от партии «Яблоко». Президент компании «Энергопром».

## Биография
Родился в Харбине в семье военного лётчика. С 1966 по 1973 год учился в МИСИ (факультет теплогазоснабжения и вентиляции). В 1973—1977 годах — мастер, прораб «Мособлсантехмонтаж-2». В 1977—1983 годах — инженер гостиничного комплекса «Солнечный», заместитель директора гостиницы, экономист в системе Государственного комитета СССР по иностранному туризму. В 1979 году окончил Академию внешней торговли Министерства внешней торговли СССР по специальности «экономист-международник». В 1981—1983 годах — бухгалтер по расчётам с иностранными туристическими компаниями отдела Англии, Австралии и Новой Зеландии Коммерческого управления Госкоминтуриста. В 1983—1986 годах — заместитель председателя Домодедовского райпотребсоюза (Московская область). В 1986—1988 годах — главный инженер дирекции по строительству объектов Госкомитета СССР по науке и технике.
В 1988 году начал заниматься бизнесом: президент акционерного общества «Экоэн», генеральный директор совместного предприятия «Московский коммерческий клуб». Член КПСС в 1977—1991 годах. В 1992 году был свидетелем в заседаниях Конституционного суда по делу КПСС.
В 1993 году избран депутатом Государственной думы первого созыва по общефедеральному списку КПРФ. Был членом Комитета по делам женщин, семьи и молодёжи, членом фракции КПРФ. В 1994 году на заседании Государственной Думы, во время обсуждения вопроса об этнических чистках в Чечне, выразил свой депутатский протест против того, что о русских беспокоятся так сильно, а о печенегах никто не заботится, объясняя свою тревогу тем, что сам по происхождению печенег.
В 1995 году избран депутатом Государственной думы второго созыва по общефедеральному округу. Вошёл в состав фракции КПРФ. В ноябре 1995 года стал членом Национального банковского совета Центрального банка РФ (от Государственной думы), позднее стал председателем совета директоров «Росбизнесбанка». С августа 1996 года — член координационного совета НПСР. В 1997—1998 годах возглавлял комиссию Государственной думы по проверке фактов участия должностных лиц органов государственной власти РФ и органов государственной власти субъектов РФ в коррупционной деятельности. В сентябре 1998 года заявил о выходе из фракции КПРФ, однако в пресс-службе партии сказали, что Семаго уже исключён из фракции за нарушения дисциплины.
27 сентября 1998 года участвовал в выборах мэра Нижнего Новгорода. Проиграл в первом туре, получив около 20 % голосов избирателей. В 1999 году был включен в общефедеральный список кандидатов в депутаты от движения «Духовное наследие», однако позднее вышел из него. 18 ноября 1999 года зарегистрирован кандидатом на пост мэра Москвы, но 15 декабря отказался от участия в выборах.
В апреле 2000 года исключён из КПРФ решением первичной партийной организации, на учёте которой он состоял. Сам Семаго не согласился с исключением, отметив, что он может попытаться восстановить членство в КПРФ в судебном порядке.
С 2002 года ведёт бизнес в Венесуэле.
В 2003 году баллотировался в Государственную думу четвёртого созыва по списку «Единой России», избран не был. Однако 16 июня 2006 года стал депутатом в связи с досрочным прекращением депутатских полномочий Павла Пожигайло (назначенного в мае заместителем министра культуры РФ). В предвыборном списке «Единой России» Семаго следовал за Пожигайло, поэтому ему досталось освободившееся место. В Госдуме был членом фракции «Единая Россия», членом Комитета по образованию и науке.
24 сентября 2007 года на съезде партии «Патриоты России» был включен в её федеральный предвыборный список. Партия проиграла выборы, получив 0,89 % голосов избирателей. В сентябре 2007 года Семаго подал иск и требовал отменить государственную регистрацию КПРФ. Семаго, в частности, заявил, что программа КПРФ основана на «Манифесте коммунистической партии» Карла Маркса, что, по мнению Семаго, противоречило федеральному закону «Об экстремизме». В КПРФ отметили, что не придают серьёзного значения иску.
С февраля 2010 года по декабрь 2011 вёл программу «Экономика по-русски» на «Русской службе новостей», являлся соведущим документального сериала «Без особого риска». До марта 2014 года — ведущий программ «Итоги недели с Владимиром Семаго» и «Утро с Владимиром Семаго „Своими словами“» на Финам FM (с 1 марта 2014 г. — Столица FM). По словам самого Семаго, увольнение произошло из-за его позиции по аннексии Крыма Россией.
В 2016 году выдвинут партией «Яблоко» кандидатом в депутаты Государственной Думы по Люблинскому одномандатному округу Москвы.

## Бизнес
В 2001—2004 годах — президент ЗАО «ПТК Энергопром». С 2005 года по май 2006 года — президент ЗАО «Проектная Компания Энергопром».

## Личная жизнь
Был женат на актрисе Наталии Стешенко (скоропостижно скончалась 28 ноября 2022 в возрасте 37 лет, найдена мёртвой в центре Москвы), в браке родился сын Владимир (род. 2013).

## Интересные факты
- Во время учёбы в МИСИ играл в КВН в одной команде с Геннадием Хазановым и Леонидом Якубовичем[14].
- В 1999 году сыграл роль следователя в фильме Станислава Говорухина «Ворошиловский стрелок». Также сыграл эпизодические роли в картинах «В августе 44-го» (2000), «Наследницы» (2001), «Олигарх» (2002), «Не хлебом единым» (2005), «Однажды в Ростове» (2012).
- Выступил продюсером художественного фильма «В августе 44-го» (2000).